# أوكلاند بارك
أوكلاند بارك (بالإنجليزية: Oakland Park)‏ هي مدينة أمريكية تقع في ولاية فلوريدا. تبلغ مساحة هذه المدينة 17.9 (كم²)،ويبلغ عدد سكانها 41363 نسمة حسب إحصاء سنة 2010 م 41363.